# Red Scorpion - Scorpione rosso
Red Scorpion - Scorpione rosso (Red Scorpion) è un film statunitense del 1989, diretto da Joseph Zito e con protagonista Dolph Lundgren.
Il film, nel quale sono ben presenti molti degli stereotipi statunitensi degli anni ottanta e novanta su russi e cubani, fu girato in Namibia, allora sotto occupazione sudafricana, infrangendo così il boicottaggio contro l'apartheid praticato in Sudafrica. Come molti film simili girati in quell'epoca, i mezzi di trasporto russi sono ricreati adattando mezzi europei o statunitensi.
Il film ha un sequel con un cast tutto diverso, Missione senza nome - Red Scorpion 2, uscito nel 1994.

## Trama
Durante una riunione al quartier generale di Mosca, si discute su colui che sarà inviato in un paese africano a reprimere un movimento ribelle di stampo anti-sovietico che ha al suo attivo attentati ed esecuzioni sommarie di prigionieri. La scelta cade su Nikolai Petrovich Ravchenko (Dolph Lundgren), un luogotenente dell'Armata rossa appartenente alle forze speciali Specnaz, incaricato dal generale dell'Armata Rossa Vortek di eliminare Ango Sundata, capo della resistenza ribelle.
La missione di Nikolai è segretissima, solo gli alti membri e ufficiali del partito presenti durante la riunione ne sono al corrente. Dopo aver fatto infiltrare Nikolai nella base Sovietico-Cubana di Kuamo come consigliere militare, deve entrare in contatto con Kallunda Kintash, il braccio destro di Ango Sundata che è stato fatto prigioniero, ed evadere insieme ottenendo la sua fiducia per poi raggiungere il villaggio dei ribelli ed eliminare il leader della resistenza: Ango Sundata.
Arrivato alla base di Kuamo, conosce gli alti ufficiali del posto e la sera attua il piano: si finge ubriaco, entra nel bar del campo, mette a terra un soldato cecoslovacco, il barista e le guardie alle quali sottrae le armi e apre il fuoco contro il bancone. Tutto ciò attrae l'attenzione del colonnello della base, che giunge arrestando Nikolai e mettendolo nella cella del carcere insieme a Kallunda. Poco dopo viene incarcerato anche il giornalista statunitense Dewey Ferguson.
Durante la notte, i tre si conoscono meglio e instaurano un certo rapporto - pur continuamente minato dal giornalista statunitense, diffidente e razzista verso i russi. Durante la permanenza il sergente-guardiano delle carceri scende insieme ad altre guardie per divertirsi a percuotere i prigionieri. Nikolai riesce a capovolgere la situazione, mettendo fuori combattimento il sergente e le due guardie, per perseguire il suo piano di evadere ed entrar nelle grazie del suo compagno di cella.
Una volta fuori dalle carceri, grazie all'intraprendenza di Nikolai i tre riescono a nascondersi e a prendere il controllo di un camion di rifornimento che sta per uscire dalla base. Vengono però intercettati dai soldati all'uscita, e inizia così un inseguimento in pieno deserto. Dopo una serie di peripezie, perdono il controllo del mezzo finendo dietro una duna. Per fuggire agli inseguitori Nikolai fa esplodere il camion e inscena la loro presunta morte.
Una volta al sicuro e non più sotto gli occhi dei nemici, Nikolai, Kallunda e Dewey si mettono in marcia lungo il deserto per incamminarsi verso Porto Silva, il villaggio di Sundata. Giunti presso un'oasi, vengono colti di sorpresa dall'esercito cubano mentre si stanno rinfrescando, ma ad aiutarli intervengono proprio i ribelli, che riescono a eliminare i cubani. Kallunda garantisce per Nikolai, e scampato il pericolo, i tre vengono scortati dai ribelli nel villaggio di Ango Sundata, dove vengono accolti con un certo calore. Durante la notte, Nikolai viene precauzionalmente rinchiuso in una cella. Lui, sfruttando un pretesto, neutralizza le guardie e giunge armato di coltello alla branda di Sundata, il quale ha però scambiato la sua persona con un fantoccio e lo sta attendendo, avendo capito le sue reali intenzioni. Una volta colpito alla testa viene abbandonato svenuto nel deserto, in modo tale che i suoi stessi alleati lo possano trovare e punire.
Viene subito intercettato dalle truppe cubane e viene riportato alla base di Kuamo, dove viene interrogato prima dal generale Vortek che si assicura di Nikolai che non abbia rivelato nulla ai cubani che lo hanno imprigionato e interrogato prima di lui, dopodiché il Generale tranquillizza Nikolai facendogli credere che presto verrà rilasciato. Invece, viene condannato a morte e dovrà essere giustiziato per mano dei cubani. Durante l'esecuzione della condanna, attuata tramite tortura, Nikolai riesce a liberarsi, a uccidere il suo boia e fugge attraverso il deserto dai cubani che gli danno la caccia.
Durante questa fuga Nikolai giunge all'estremo dello sforzo fisico, perde conoscenza ma viene trovato da un boscimano che lo trae in salvo e lo integra alla sua tribù e gli insegna a vivere come loro. Ben ben presto Nikolai conquista la fiducia del capo tribù dei boscimani, Gao, che addirittura gli marchierà sul petto il simbolo del cacciatore, ossia lo scorpione.
Mentre Nikolai è ospite dei boscimani, i cubani insieme ai sovietici trovano il villaggio dove è nascosto Sundata protetto da Kallunda e i suoi guerriglieri. L'attacco con mezzi pesanti è impari, e anche Sundata viene ferito molto gravemente nel tentativo di trarre in salvo una bambina. Nel frattempo Nikolai e Gao, mentre tornano da un sentiero di caccia, fanno l'amara scoperta del passaggio di un elicottero sovietico sul loro villaggio che ha sterminato tutti i boscimani col gas nervino.
Nikolai adesso decide di vendicare il popolo di Gao, e fermare l'oppressione sovietica in questo paese dell'Africa; si mette in cammino per cercare il villaggio di Sundata e i ribelli per sconfiggere i suoi ex-compagni. Riesce a ritrovare a Sundata vivo, anche se per pochi istanti, nei quali accoglie Nikolai e capisce che lui ormai non è più un nemico e invita Kallunda a combattere tutti insieme, dopodiché Sundata muore.
Il giorno dopo del funerale di Sundata avviene l'assalto alla base per mano di Kallunda e la sua guerriglia guidata da Nikolai, che riesce da solo a uccidere il colonnello Zyas (l'ufficiale che diede disposizione per la condanna a morte di Nikolai) e il generale Vortek che cerca di scappare a bordo del suo elicottero, mentre la guerriglia mette fuori gioco l'intera base prendendone il controllo.